# Kustjägare
Kustjägare är en soldat som opererar längst kuster och skärgårdar. Inriktningen på kustjägarna är allt ifrån ett renodlat marininfanteri till ett amfibiskt/marint jägarförband. Kustjägare utbildas i Sverige, Finland, Italien och Norge.